# High Voltage Technology

## Generalità
Il decreto High Voltage Technology, formalizzato come "Istituzione del corso di formazione High Voltage Technology per il personale marittimo" rif.16A01447 viene pubblicato su Gazzetta Ufficiale, Serie Generale n.47, il 26 febbraio 2016.
Esso sancisce, secondo il "codice di addestramento, certificazione e la tenuta della guardia" (Standards of Training, Certification and Watchkeeping for Seafarers STCW'95) e emendamenti Manila 2010, il minimo livello di conoscenza, competenza e perizia degli ufficiali di macchina, operanti su navi con impianto proprio di generazione elettrica pari o superiore a 1000 volt.
Secondo le tavole e poi regole A-III/1 e A-III/2 del codice STCW, il decreto prevede l'istituzione del corso Operativo (5 ore formative) e Direttivo (35 ore formative).
Entrambi i corsi devono essere erogati da centri riconosciuti dal Ministero delle Infrastrutture e dei Trasporti, Comando Generale delle Capitanerie di Porto.

## UK English
Per quanto potrebbero trarre in inganno alcune parole qui tradotte in italiano, il codice STCW, scritto in inglese UK, possiede terminologie e definizioni estremamente complesse in quanto sintesi di ulteriori definizioni legali legate all'apprendimento, formazione e comprova della conoscenza acquisita.
Non esiste ufficialità in traduzioni diverse dal British English. Esistono tuttavia traduzioni ufficiose (tra cui una versione in italiano redatta da CONFITARMA) in varie lingue atte ad integrare il contenuto del codice nei diversi sistemi legali dei singoli Paesi aderenti.
Un esempio è operative, tradotto in operativo, che, contrariamente al significato italiano, indica una serie di azioni atte a monitorare l'operatività dei macchinari, piuttosto che l'azione stessa e diretta sull'oggetto da parte di un soggetto.
Management è altresì riferibile alla figura del preposto, ovvero colui che gestisce e coordina il lavoro e il personale, ed è esso stesso parte attiva in azioni dirette sull'oggetto (maintenance and repairing), qui tradotto come direttivo.

## Endorsement di attestati di corso non italiani
Con il termine endorsement si intende, in via generale e in ambito training STCW, il riconoscimento da parte di un Paese di un certificato o attestato rilasciato da un Paese terzo. Il Ministero delle Infrastrutture e dei Trasporti italiano non riconosce i certificati dei singoli corsi sostenuti dai marittimi in un paese diverso dall'Italia.
Riconosce in endorsement, tuttavia, il CoC (Certificate of Competency) rilasciato da Paesi terzi per richiederne il rinnovo, come da Circolare Gente di Mare Serie XIII nr. 17 del 17 dicembre 2008.
Il Ministero delle Infrastrutture e dei Trasporti riconosce solo gli attestati STCW (tra cui High Voltage Technology Operativo e Direttivo) rilasciati dagli Istituti approvati.

## Livello Operativo (Operational Level)
Il corso formativo e la relativa certificazione delinea i requisiti minimi di conoscenza sulle tecnologie in alta tensione per la figura professionale dell'Ufficiale elettrotecnico di Guardia all'apparato motore.
l'Ufficiale di Guardia supervisiona gli impianti, riconosce i dispositivi e mette in atto le condizioni minime di sicurezza.
Scopo della formazione è quindi la familiarizzandone teorica con dispositivi e argomenti quali: 
- Generatori
- Interruttori di sbarra
- Congiuntori di sbarra (Teleruttore)
- Sistemi di messa a terra
- Dispositivi Di Protezione Individuali
- Strumentazione elettrotecnica di laboratorio
- Sicurezza e prevenzione

Il corso ha una durata di minimo 5 ore e la valutazione finale è delegata al corpo docente dell'istituto erogante e direttore dei corsi in commissione.
I prerequisiti di accesso sono:
- Libretto di navigazione italiano
- Basic Training italiano in corso di validità
- 6 mesi di navigazione negli ultimi 5 anni in attività di addestramento

Nel sistema di addestramento anglosassone (MCA-UK), il corso operativo può essere sovente assolto durante lo svolgimento del livello direttivo. Il sistema italiano prevede invece due sessioni distinte.

## Livello Direttivo (Management Level)
Il livello direttivo interessa l'Ufficiale elettrotecnico che ricopre il ruolo di responsabile degli impianti e del personale. È formato per intervenire, manutenere e mettere in sicurezza gli impianti in alta tensione. Coordina il team di operai elettrici (electrical engineers) in situazioni di manutenzione programmata e guasto (failure of equipment).
La formazione a livello direttivo è generalmente molto complessa rispetto al livello operativo e si articola in tre fasi principali: teoria (lecture), pratica (workshop), casi studio (case studies). La parte pratica dovrebbe occupare circa il 65-70% del monte ore che l'istituto erogante assegna al corso.
Le apparecchiature trattate e gli argomenti sono:
- Generatori
- Quadri di distribuzione primaria
- Quadri di distribuzione secondaria
- Interruttori di sbarra
- Sezionatori e Congiuntori (congiuntori) di sbarra
- Relè di protezione elettronici
- Trasformatori
- Power Management System
- Strumentazione di laboratorio, misura di isolamento
- Sistemi TT e IT
- Effetti della corrente elettrica sull'uomo, esplosione
- Utilizzo dei Dispositivi di Protezione Individuale, LOTO

L'esame finale è articolato in una prova scritta e una prova pratica. Entrambi i test d'esame sono sostenuti dinanzi alla commissione formata dal corpo docente, direttore dei corsi e Ufficiale o Sottufficiale della Capitaneria di Porto.
Il Livello Operativo è prerequisito di accesso al corso più, di conseguenza, tutti i prerequisiti menzionati al Livello Operativo stesso.